# Isra Hirsi

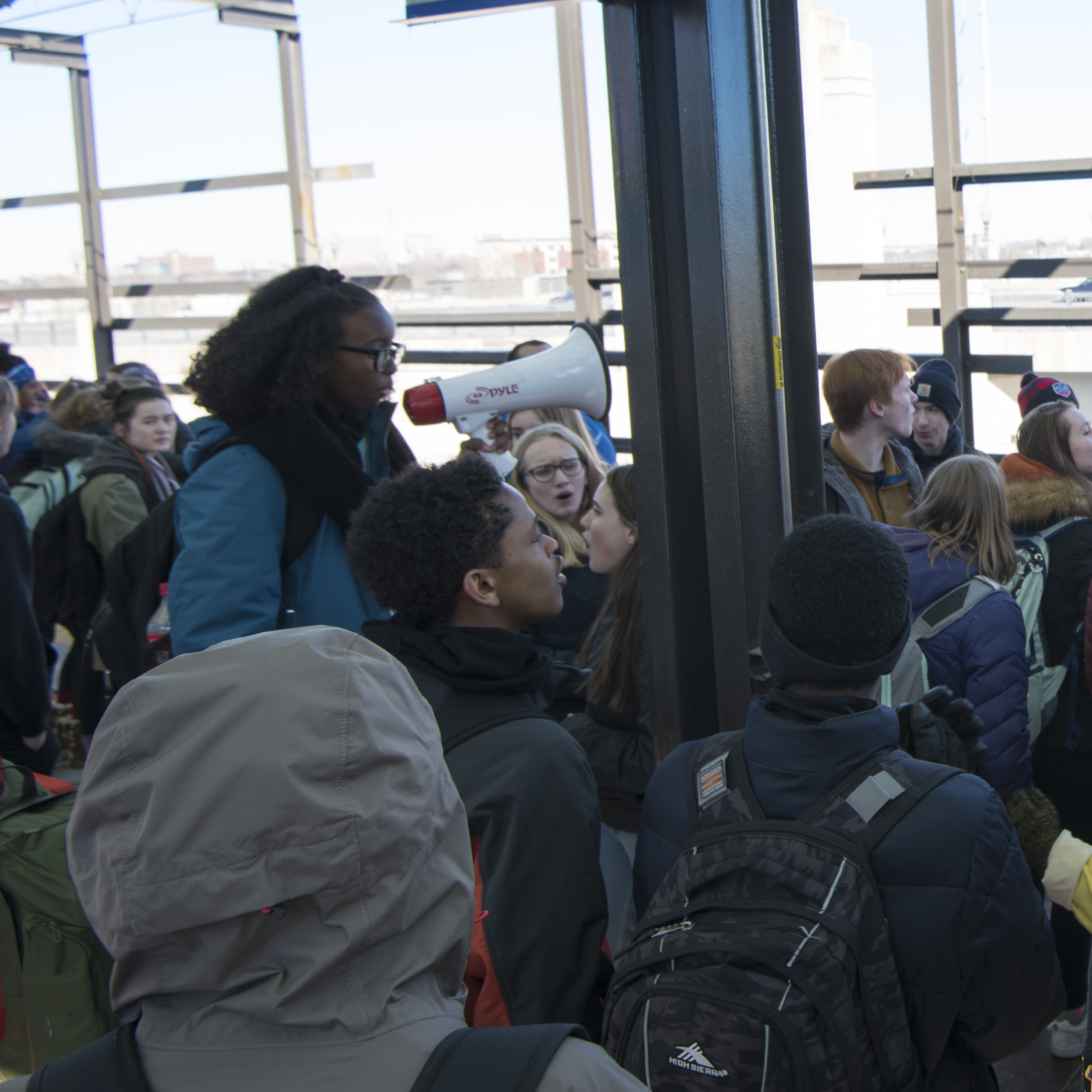
Hirsi protestando en contra de la violencia armada en 2018.

Isra Hirsi (22 de febrero de 2003) es una activista medioambiental estadounidense. Cofundó y trabajó como codirectora ejecutiva de la Huelga Climática Juvenil de EE. UU. En 2020, fue nombrada en la lista de política y gobierno 40 Under 40 de Fortune.

## Trayectoria
Hirsi creció en Minneapolis, Minnesota, y es hija de la congresista estadounidense Ilhan Omar y Ahmed Abdisalan Hirsi. A la edad de 12 años, fue una de las participantes que protestaban por justicia para Jamar Clark en el Mall of America. Hirsi es estudiante de Minneapolis South High School. Se involucró en el activismo climático después de unirse al club ambiental de su escuela secundaria en su primer año.
Hirsi coordinó la organización de cientos de huelgas dirigidas por estudiantes en los Estados Unidos el 15 de marzo y el 3 de mayo de 2019. En enero de 2019, fue cofundadora de la Huelga juvenil por el clima en EE. UU. actuando como codirectora ejecutiva de este grupo.
En 2019 ganó el premio Brower Youth. Ese mismo año, Hirsi recibió el premio Voice of the Future. En 2020, Hirsi fue incluida en la lista "Future 40" de BET.